# Julius Wegeler

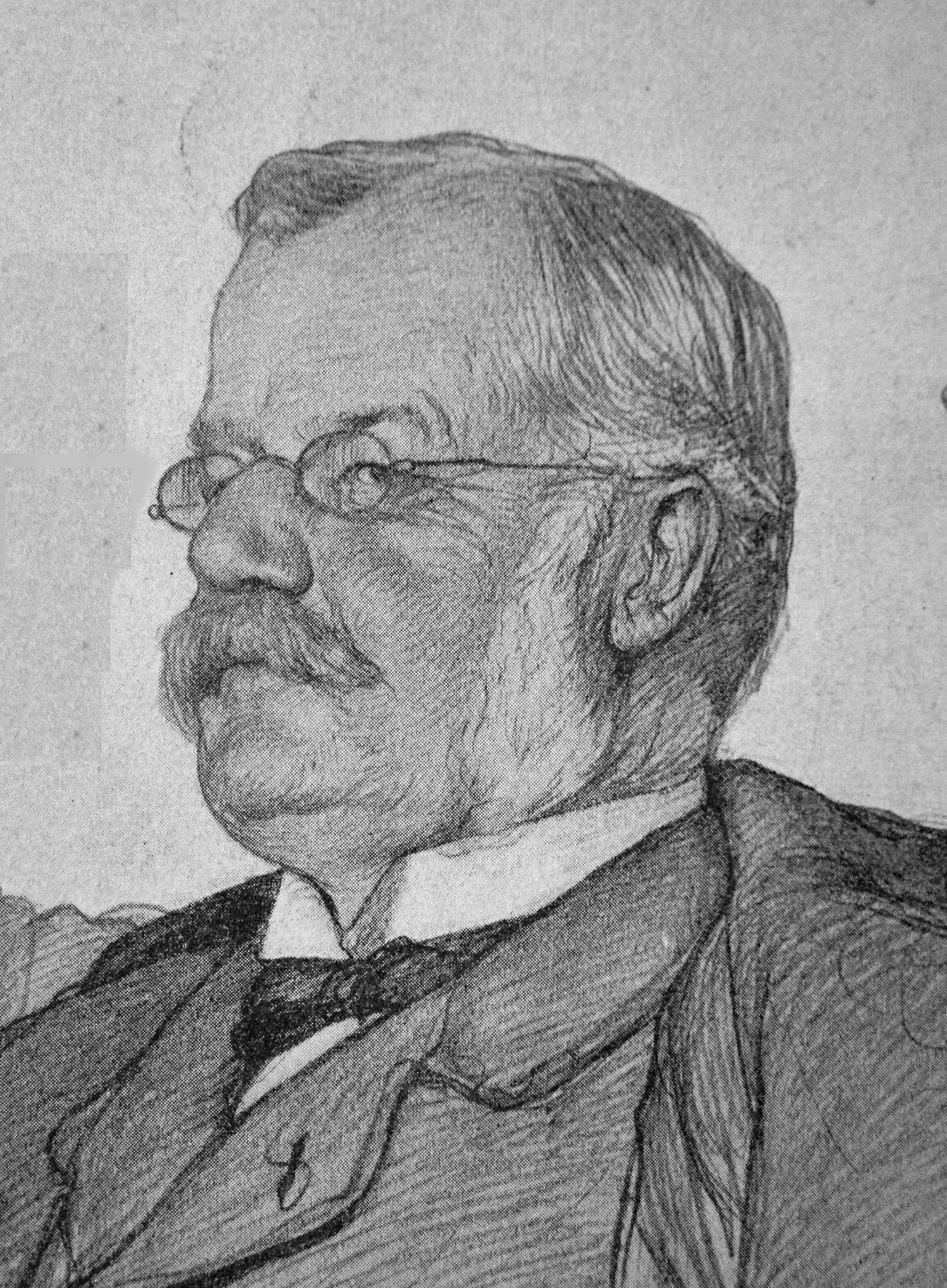
Julius Wegeler, 1893, gez. von C.W. Allers

Julius Wegeler (* 2. Juli 1836 in Koblenz; † 17. Januar 1913 ebenda) war ein deutscher Unternehmer. Er war Teilhaber und später auch Geschäftsführer des Weinhandelshauses Deinhard, Präsident des  deutschen Weinbauverbandes (1893–1905), Geheimrat und Ehrenbürger der Stadt Koblenz.

## Herkunft und Jugend
Julius Wegeler wurde in Koblenz geboren. Von seinen Großeltern Franz Gerhard Wegeler und Eleonore Wegeler, die eine enge Freundschaft zu Ludwig van Beethoven unterhielten, rührte seine Beziehung zur Musik. Wie sein Vater Julius Stephan Wegeler, Arzt und Heimatforscher, hatte er ein besonderes Interesse an Geschichte.

## Ausbildung
Nach dem Besuch des Gymnasiums in Koblenz trat Julius Wegeler am 5. Oktober 1851 in das Handelshaus J. A. Kehrmann in Koblenz als Lehrling ein. 1854 leistete er seinen einjährigen Militärdienst ab; im Jahr darauf, 1855, war er für das Geschäftshaus Wilhelm Menzer in Köln tätig. Von April bis Juli 1857 ging Wegeler nach Paris, um dort für Dopfeld & Bruzard zu arbeiten.

## Wegeler bei Deinhard

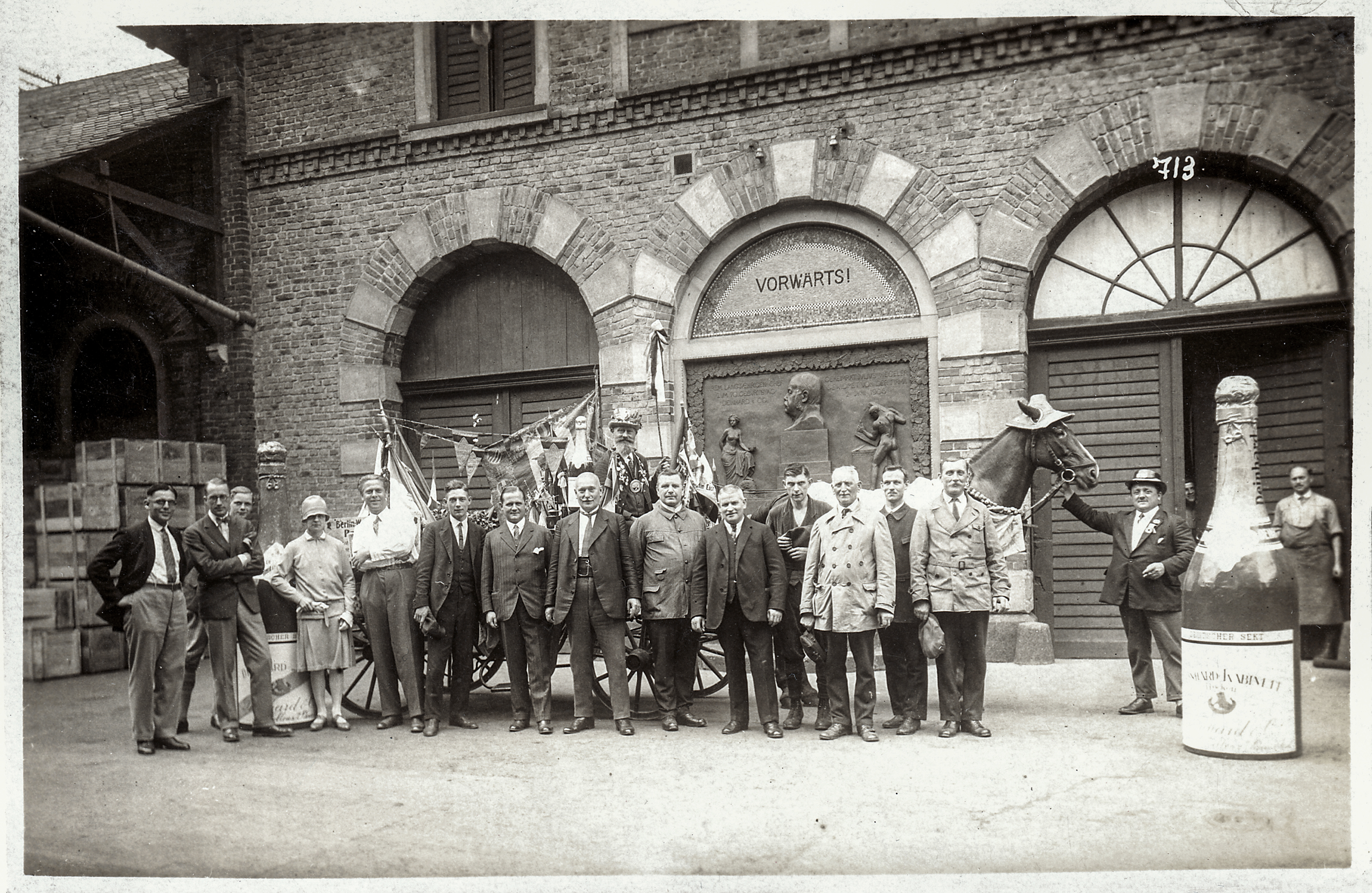
Erinnerungsfoto mit dem Eisernen Gustav 1928 bei Deinhard in Koblenz, im Hintergrund das Denkmal für Julius Wegeler

Im Juli 1857 wurde er im Export von Deinhard & Jordan angestellt, einer Wein- und Sektkellerei. Dort war er für die Vertretung in England, Belgien und den Niederlanden zuständig. Eine Änderung des englischen Weinsteuergesetzes von 1860, das die Weinsteuer nach dem Alkoholgehalt der Weine bemaß, verschaffte den von Deinhard vertriebenen Weinen von Rhein und Mosel eine gute Position am englischen Markt.
Am 28. Mai 1861 heiratete Julius Wegeler die Deinhard-Tochter Emma. 1864 berief ihn August Deinhard in die Geschäftsleitung von Deinhard & Co., Coblenz und London. Durch den Tod August Deinhards 1865 lag die Geschäftsführung bei Julius Wegeler und seinem Schwager Johann Jacob Hasslacher. In seiner Wirkenszeit wurde 1888 die Sektmarke „Deinhard Cabinet“ eingeführt, die noch heute produziert wird. 1880 wurde Wegelers Bruder Carl Mitinhaber bei Deinhard und gemeinsam kümmerten sich die beiden Brüder in Form von Stiftungen und sozialen Einrichtungen um das Wohlergehen ihrer Mitarbeiter.

## Das Weingut Wegeler

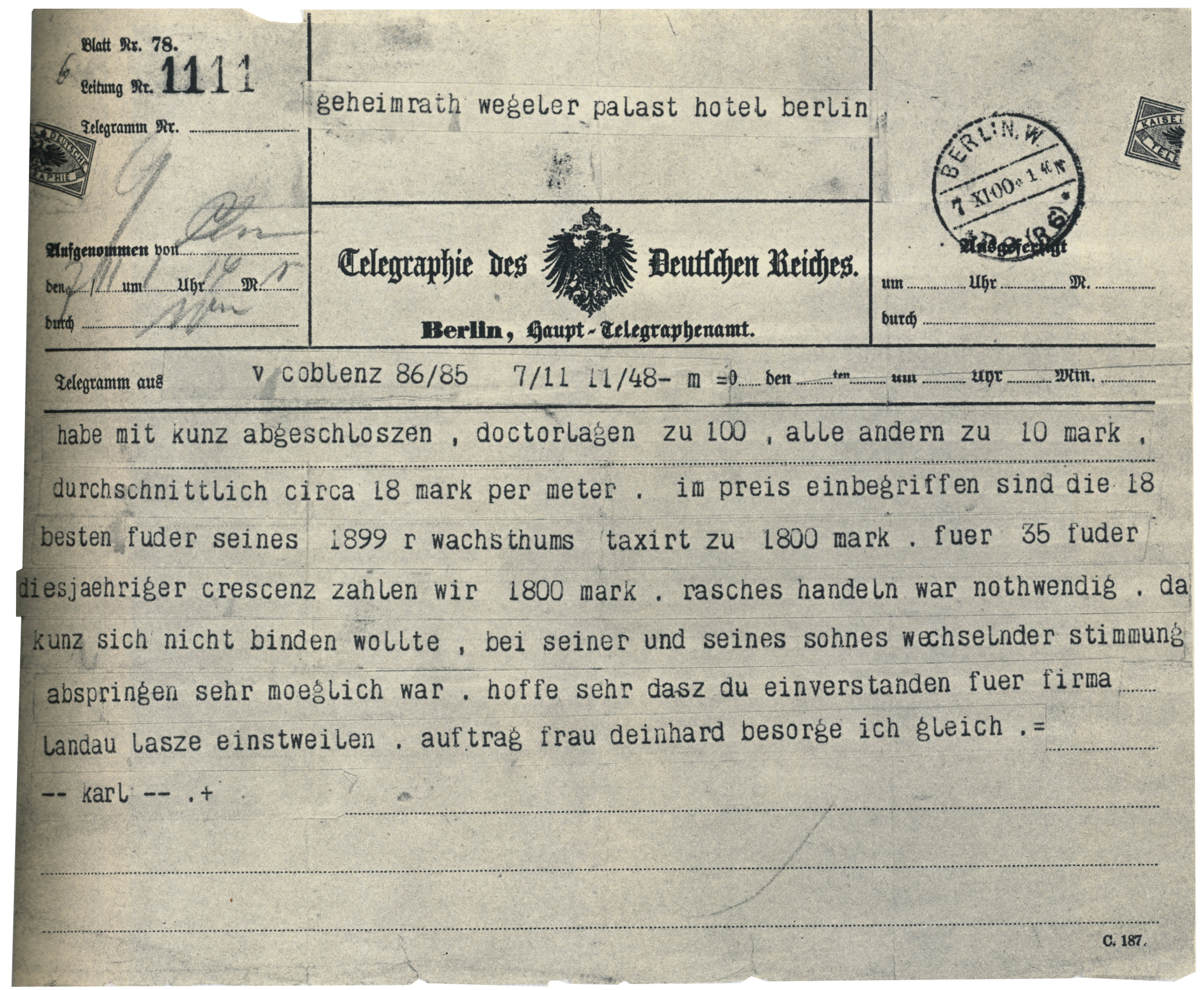
Telegramm vom 7. November 1900, in dem Karl Wegeler seinem Bruder vom erfolgreichen Kauf des Bernkasteler Doctor berichtet

1882 bildete Julius Wegeler mit dem Kauf des Weingutes Baron von Wetzel-Karben in Rüdesheim am Rhein den ersten Grundstock für das Weingut Geheimrat J. Wegeler. Neben den besten Lagen aus dem Rheingau kam er mit dem Ankauf des Weingutes A. Wagner in Oestrich auch in den Besitz des Gutshauses, in dem die Weingutsverwaltung heute noch ihren Sitz hat.
Am 7. November 1900 legten Julius und Carl Wegeler mit dem Ankauf eines Großteils des Bernkasteler Doctors den Grundstein für das Bernkasteler Gutshaus. 1903 wurde das neu erbaute Gutshaus fertiggestellt. Neben dem Wirtschaftsgebäude wurde zusätzlich ein Herrenhaus im Jugendstil errichtet, das mit seiner Parkanlage als Sommersitz der Familie Wegeler diente.

## Sonstige Aktivitäten Wegelers
1872 wurde Julius Wegeler Mitglied im Koblenzer Stadtrat, 1884 dessen Vizepräsident und 1893 Erster Präsident des deutschen Weinbauverbandes. 1903 und 1904 war Wegeler Präsident der Handelskammer Koblenz.
1904 starb seine Frau Emma Wegeler. Im selben Jahr stieg er aus der Geschäftsführung von Deinhard aus und wurde zum Ehrenbürger von Koblenz ernannt. 1905 legte er auf dem Weinbaukongress in Neustadt an der Weinstraße auch das Amt als Präsident des deutschen Weinbauverbandes nieder. In den Jahren bis zu seinem Tod 1913 widmete sich Julius Wegeler unter anderem der Restaurierung des Museumssaals im Alten Kaufhaus in Koblenz (1909) und der Gründung einer öffentlichen Volksbibliothek bei Deinhard.

## Schriften
- Wegeler, Julius: Bad Neuenahr und seine Umgebungen : für Kurgäste und Geschichtsfreunde. [Nachdr. d. Ausg.] Bonn, Habicht, 1862. - Bad Neuenahr : Giffels, [1970]. - IV,108,12 S. : Ill.
- Wegeler, Julius: Beiträge zur Geschichte der Stadt Coblenz. Hrsg.: Schuth, Coblenz 1881. 150 S. Ill.
- Wegeler, Julius: Beiträge zur Geschichte der Stadt Coblenz. Coblenz : Schuth, 1881. - 150 S. : Ill.
- Wegeler, Julius: Beiträge zur Geschichte Stadt Coblenz. 2. verm. Aufl. Hrsg.: Schuth, Coblenz 1882. 200 S. : Ill.
- Wegeler, Julius: Beiträge zur Specialgeschichte der Rheinlande. Hrsg.: Hergt, Coblenz 1878
- Wegeler, Julius: Band: [1]. Die Schlösser Rheineck und Olbrück, die Burgen zu Burgbrohl, Namedy und Wassenach, die Schweppenburg und Haus Kray. 2. Aufl. 1878. 174 S. : Ill. Band: 2. - Das hohe Domstift zu Trier. Die Bürgermeisterei Burgbrohl. 1880. 255, II S.
- Wegeler, Julius: Coblenz in seiner Mundart und seinen hervorragenden Persönlichkeiten. Unveränd. Neudr. der Ausg. von 1876. - Walluf bei Wiesbaden : Sändig, 1973. - VIII, 256 S.
- Wegeler, Julius: Coblenz in seiner Mundart und seinen hervorragenden Persönlichkeiten. 2. Aufl. bearb. von Karl Schwarz. Hrsg.: Krabben, Coblenz 1906. XII, 155 S.
- Wegeler, Julius: Coblenz in seiner Mundart und seinen hervorragenden Persönlichkeiten. Hrsg.: Hergt, Coblenz 1876. - VIII, 256 S.
- Wegeler, Julius: Das Kloster Laach-Geschichte und Urkunden-Buch-ein Beitrag zur Special-Geschichte der Rheinlande. Hrsg.: Henry & Cohen, Bonn 1854. 180, 136 S. : Ill. (Digitalisat)
- Wegeler, Julius: Der Heilbrunnen: in Verbindung mit dem Tönnisteiner Brunnen  mit e. Ansicht / geschildert von Julius Wegeler.  4. Aufl. Hrsg.: Hölscher, Coblenz 1862. - 32 S.
- Wegeler, Julius: Die Burg Rheineck, ihre Grafen und Burggrafen. In: ein Beitrag zur Special-Geschichte der Rheinlande. Hrsg.: Hölscher, Coblenz 1852.  VI, 79 S., II Bl. : Ill.
- Wegeler, Julius: Ein Bogen Sedez: Weihnachts-Gabe für 1877. Coblenz, 1877. - 36 S.
- Wegeler, Julius: Ein zweiter Bogen Sedez: Weihnachts-Gabe für 1878.  Coblenz, 1878. - 39 S.
- Wegeler, Julius: Ein dritter Bogen Sedez : Weihnachts-Gabe für 1879. Hrsg.:  Krabben, Coblenz, 1879. - 48 S.
- Wegeler, Julius: Gallerie berühmter Coblenzer. Hrsg.: Krabben, Coblenz 1865. 90 S.
- Wegeler, Julius: Lahneck und Oberlahnstein. Hrsg.: Lintz, Trier 1881. - 24 S.
- Wegeler, Julius: Leutesdorf und Maria Laach / von Werner Schönhofen (nach Julius Wegeler) In: Leutesdorf: 1125 Jahre Leutesdorf / [hrsg. von der Gemeinde Leutesdorf. Zsgest. von Werner Schönhofen]. - 1. Aufl. - Leutesdorf, 1993. S. 132–133.
- Wegeler, Julius: Richard von Greiffenclau zu Vollraths, Erzbischof und Kurfürst von Trier 1511 – 1531. In: Ein Beitrag zur Specialgeschichte der Rheinlande. Hrsg.: Lintz, Trier, 1881. V, 56 S.